# Uma (animal)
Uma es un género de lagartos de la familia Phrynosomatidae. Se distribuyen por el sudoeste de Estados Unidos y México.

## Especies
Listadas alfabéticamente:
- Uma exsul Schmidt & Bogert, 1947
- Uma inornata Cope, 1895
- Uma notata Baird, 1858
- Uma paraphygas Williams, Chrapliwy & Smith, 1959
- Uma rufopunctata Cope, 1895
- Uma scoparia Cope, 1894